# Thỏ rừng
Oryctolagus là một chi động vật có vú trong họ Leporidae, bộ Thỏ. Chi này được Lilljeborg miêu tả năm 1873. Loài điển hình của chi này là Lepus cuniculus Linnaeus, 1758.

## Các loài
Chi này gồm các loài:
- Oryctolagus cuniculus